# Il vetturale del Moncenisio (film 1954)
Il vetturale del Moncenisio è un film del 1954 diretto da Guido Brignone, tratto dall'omonimo romanzo d'appendice di Jean Bouchardy.

## Trama
XIX secolo. Una donna, credendo di essere rimasta vedova del marito vetturale, si risposa con un nobile. Costui in realtà sta tramando per entrare in possesso di una grossa eredità, ma viene scoperto e si uccide. A questo punto il primo marito della donna, creduto morto, ricompare e si ricongiunge alla famiglia.

## Produzione
Il film è ascrivibile al filone dei melodrammi sentimentali, comunemente detto strappalacrime, molto in voga tra il pubblico italiano negli anni del secondo dopoguerra (1945-1955), in seguito ribattezzato dalla critica con il termine neorealismo d'appendice.

## Distribuzione
Il film fu distribuito nelle sale cinematografiche italiane a partire dal 30 dicembre del 1954.
Venne in seguito distribuito anche in Francia a partire dal 5 dicembre del 1956, con il titolo Lé Voituriér du Mont Cenis od alternativamente con il titolo L'Amour plus fort que la haine.

## Opere correlate
Il romanzo di Bouchardy era stato già trasposto al cinema all'epoca del muto con due diverse pellicole dal titolo omonimo: la prima del 1916 diretta da Leopoldo Carlucci e la seconda del 1927 diretta da Baldassarre Negroni.